# آب تیره (فیلم ۲۰۰۲)
آب تیره (به ژاپنی: 仄暗い水の底から) فیلمی ژاپنی در سبک ترسناک محصول سال ۲۰۰۲ است. کارگردان این فیلم هیدئو ناکاتا و نویسندگان آن یوشیهیرو ناکامورا و کنیچی سوزوکی هستند.